# Стрелна
Стрелна (на руски: Стрельна) е река в Мурманска област на Русия, в южната част на Колския полуостров, вливаща се в Бяло море. Дължина 213 km. Площ на водосборния басейн 2770 km².
Река Стрелна води началото си от централните части на възвишението Кейви, на 239 m н.в. В горното течение посоката ѝ е западна, южна и източна, долината ѝ е тясна и дълбока, а коритото ѝ е изпъстрено с бързеи и прагове. В средното течение посоката ѝ е югоизточна, долината ѝ става широка и плитка, а течението бавно и спокойно. В долното течение тече на юг, отново в тясна и дълбока долина, с бързо течение и изобилие от прагове. Влива се в северната част на Бяло море, чрез малък естуар, при изоставеното селище Стрелна. Най-голям приток Берьозовая (33 km, ляв). Има смесено подхранване с преобладаване на снежното, с ясно изразено пролетно пълноводие през май и юни и зимно (януари, февруари и март) маловодие. Тече през безлюдни райони и по долината ѝ няма нито едно постоянно населено място.

## Топографски карти
- карта-ГЩ-СССР|Q-37-А,Б